# 단자키촌
단자키촌(伊達崎村)은 후쿠시마현 다테군에 존재했던 촌이다. 1955년 1월 1일, 합병해 고오리정이 되었기 때문에 소멸하였다.

## 역사
- 1889년 4월 1일 - 정촌제 시행에 의해 3촌이 통합해 성립하였다.
- 1955년 1월 1일 - 고오리 정, 무쓰아이 촌, 한다 촌과 대등합병해 고오리정이 되어 소멸하였다.

## 관련링크
- 福島県立図書館 デジタルライブラリー 보관됨 2016-03-09 - 웨이백 머신
에도 말기부터 메이지 초기의 그림지도를 게재하고 있습니다.